# (19308) 1996 TO66
(19308) 1996 TO66 est un objet transneptunien découvert en 1996. Brown estime son diamètre à 170 km et Johnston à 409 km.

## Description
(19308) 1996 TO66 a été découvert le 12 octobre 1996 dans un des observatoires du Mauna Kea, un ensemble d'observatoires astronomiques indépendants, situés au sommet du volcan Mauna Kea sur l'île d'Hawaï, par Chadwick Trujillo, David Jewitt et Jane Luu.

### Caractéristiques orbitales
L'orbite de cet astéroïde est caractérisée par un demi-grand axe de 43,16 UA, un périhélie de 37,86 UA, une excentricité de 0,12 et une inclinaison de 27,46° par rapport à l'écliptique. Du fait de ces caractéristiques, à savoir un demi-grand axe supérieur à 30,1 UA, il évolue au-delà orbites de l'orbite de Neptune et est classé comme planète mineure distante de type objet transneptunien,

### Caractéristiques physiques
(19308) 1996 TO66 a une magnitude absolue (H) de 4,8 et un albédo estimé à 0,270.